# 형독
형독(본명: 박민수, 1992년 9월 10일 ~ )은 대한민국의 전직 크레이지레이싱 카트라이더 프로게이머이다. 현재 인터넷 방송인으로 활동하고 있다.

## 선수 시절
넥슨 카트라이더 11차리그 본선 진출에 성공하면서 처음으로 본선에 진출했다. 11차 본선에서는 A조에 배정되었으며 A조 6위의 성적을 거두었다.
2010년에 치러진 광주 e스포츠 대회에서는 예선을 1위로 통과했다. 본선에서도 압도적인 기량을 선보이면서 대회 우승을 차지했다.
넥슨 카트라이더 14차리그에서는 2차 예선에서 탈락했다.
2012년 5월에 치러진 카트라이더 이벤트 리그에 출전했다. 문명주와 함께 트리플 플레이라는 팀 명으로 대회에 참가했다. A조에 편성이 되었으며 2위에 머물러 패자부활전으로 향했지만 패자부활전에서도 3위에 그치며 결승 진출에 실패했다.
이중대와 베스트 BJ 팀으로 넥슨 카트라이더 16차리그에 참가했다. 대회에서는 8강에 진출에 성공했으며 기세를 몰아 결승 진출을 확정시켰다. 결승전에서는 3위를 기록했다.
넥슨 카트라이더 17차리그를 앞두고 다시 한 번 이중대와 호흡을 맞추게 되었으며 베스트 BJ 팀으로 다시 한 번 참가했다. 1라운드에서 컨디션 난조로 부진했지만 이중대의 활약으로 2라운드에 진출했다. 2라운드에서는 원투펀치 팀과 준결승 진출을 다퉜지만 아쉽게 탈락했다.

## 인터넷 방송 경력
2015년부터 아프리카TV에서 방송을 시작했다. 인터넷 방송으로 주로 카트라이더 관련 콘텐츠를 진행했다.
2017년 10월 30일을 끝으로 방송 플랫폼을 트위치로 변경했다.
2020년 8월 3일, 군에 입대했다. 2022년 2월 2일, 전역했다.
2024년 2월 26일 방송 플랫폼을 치지직로 변경했다.

## 가족 관계
동생인 머독 또한 인터넷 방송인으로 활동하고 있다.

## 수상 내역
- 2010 광주 e스포츠 대회 카트라이더 부문 우승
- 넥슨 카트라이더 16차리그 3위 (박민수, 이중대)